# Ilja Szkurieniow
Ilja Jurjewicz Szkurieniow, ros. Илья Юрьевич Шкуренёв (ur. 11 stycznia 1991 w Liniowie w obwodzie wołgogradzkim) – rosyjski lekkoatleta, wieloboista.

## Osiągnięcia
| Rok  | Impreza                                | Miejsce  | Konkurencja               | Pozycja     | Wynik     |
| ---- | -------------------------------------- | -------- | ------------------------- | ----------- | --------- |
| 2010 | Mistrzostwa świata juniorów            | Moncton  | dziesięciobój (juniorski) | 2. miejsce  | 7830 pkt. |
| 2011 | Młodzieżowe mistrzostwa Europy         | Ostrawa  | dziesięciobój             | 5. miejsce  | 7894 pkt. |
| 2012 | Halowe mistrzostwa świata              | Stambuł  | siedmiobój                | 4. miejsce  | 5898 pkt. |
| 2012 | Mistrzostwa Europy                     | Helsinki | dziesięciobój             | 3. miejsce  | 8219 pkt. |
| 2012 | Igrzyska olimpijskie                   | Londyn   | dziesięciobój             | 16. miejsce | 7948 pkt. |
| 2013 | Halowe mistrzostwa Europy              | Göteborg | siedmiobój                | 5. miejsce  | 6018 pkt. |
| 2013 | Młodzieżowe mistrzostwa Europy         | Tampere  | dziesięciobój             | 2. miejsce  | 8279 pkt. |
| 2013 | Mistrzostwa świata                     | Moskwa   | dziesięciobój             | 8. miejsce  | 8370 pkt. |
| 2014 | Mistrzostwa Europy                     | Zurych   | dziesięciobój             | 3. miejsce  | 8498 pkt. |
| 2015 | Halowe mistrzostwa Europy              | Praga    | siedmiobój                | 1. miejsce  | 6353 pkt. |
| 2015 | Superliga pucharu Europy w wielobojach | Aubagne  | dziesięciobój             | 1. miejsce  | 8378 pkt. |
| 2015 | Mistrzostwa świata                     | Pekin    | dziesięciobój             | 4. miejsce  | 8538 pkt. |
| 2017 | Mistrzostwa świata                     | Londyn   | dziesięciobój             | –           | DNF       |
| 2018 | Mistrzostwa Europy                     | Berlin   | dziesięciobój             | 2. miejsce  | 8321 pkt. |
| 2019 | Halowe mistrzostwa Europy              | Glasgow  | siedmiobój                | 3. miejsce  | 6145 pkt. |
| 2019 | Mistrzostwa świata                     | Doha     | dziesięciobój             | 4. miejsce  | 8494 pkt. |

Medalista mistrzostw Rosji w kategoriach juniorów, młodzieżowców oraz seniorów.

## Rekordy życiowe
- Dziesięciobój lekkoatletyczny – 8601 pkt. (2017)
- Siedmiobój lekkoatletyczny (hala) – 6353 pkt. (2015)
- Skok o tyczce – 5,40 (2013)